# Cherry Ames
Cherry Ames är en bokserie av Julie Tatham och Helen Wells. Många av seriens 27 böcker är skrivna som detektivromaner i Kitty Drews anda.
Böckerna utspelar sig i USA från andra världskriget och framåt. Cherry Ames utbildar sig i den första boken till sjuksköterska och i de följande böckerna utövar hon sitt yrke på olika arbetsplatser. Böckerna bygger i mycket ringa omfattning på varandra, och fastän böckerna innehåller romantik är det mycket oskyldigt. Genom hela sin karriär förblir Cherry Ames singel.
Huvudpersonen Cherry Ames blir inspirerad till sitt yrkesval av vännen dr Joseph Fortune. I den första och andra boken utbildar hon sig till sjuksköterska. De personer hon möter där blir hennes vänner och följer oss genom böckerna. I den tredje boken deltar Cherry Ames i andra världskriget. De delar av serien som skrevs under andra världskriget uppmuntrade flickor att utbilda sig till sjuksköterskor i krigets tjänst. Efter kriget flyttar hon med sina vänner till Greenwich Village i New York för att sedan ta tjänster över hela USA.
Cherry Ames-böckerna har översatts och givits ut i ett flertal länder, förutom Sverige även bland annat Kanada, Bolivia, Storbritannien, Norge, Danmark, Finland, Island, Japan, Frankrike, Italien, Nederländerna. I Sverige har Cherry Ames böckerna kommit ut i tre olika versioner. Den första, med gula ryggar, omfattar alla utom de tre sista böckerna i serien. Den andra, den röda serien, (utgivna 1970) omfattar fyra volymer. Den tredje omgången, med vita ryggar, (utgivna 1980-81) omfattar åtta volymer.

## Böcker
| Engelsk titel                         | Författare    | Utgiven | Svensk titel                             | Utgiven sv | översättare   |
| ------------------------------------- | ------------- | ------- | ---------------------------------------- | ---------- | ------------- |
| ”Student Nurse”                       | Helen Wells   | 1943    | “Cherry Ames – sköterskeelev”            | 1958       | Cilla Johnson |
| ”Senior nurse”                        | Helen Wells   | 1944    | “Cherry Ames – sjuksköterska”            | 1957       | Brita Edfelt  |
| ”Army Nurse”                          | Helen Wells   | 1944    | “Cherry Ames i fält”                     | 1958       | Cilla Johnson |
| ”Chief Nurse”                         | Helen Wells   | 1944    | “Cherry Ames – översköterska”            | 1958       | Astrid Borger |
| ”Flight Nurse”                        | Helen Wells   | 1944    | “Cherry Ames vid flyget”                 | 1958       | Astrid Borger |
| ”Veterans’ Nurse”                     | Helen Wells   | 1946    | “Cherry Ames kommer hem”                 | 1958       | Astrid Borger |
| ”Private duty nurse”                  | Helen Wells   | 1946    | “Cherry Ames – privatsköterska”          | 1958       | Astrid Borger |
| ”Visiting Nurse”                      | Helen Wells   | 1947    | “Cherry Ames i New York”                 | 1958       | Astrid Borger |
| ”Cruise Nurse”                        | Helen Wells   | 1948    | “Cherry Ames – sköterska ombord”         | 1958       | Astrid Borger |
| ”At Spenser”                          | Julie Tatham  | 1949    | “Cherry Ames på barnsjukhuset”           | 1959       | Astrid Borger |
| ”Night Supervisor”                    | Julie Tatham  | 1950    | “Cherry Ames – nattsköterska”            | 1959       | Astrid Borger |
| ”Boarding school nurse”               | Helen Wells   | 1955    | “Cherry Ames – skolsköterska”            | 1960       | Astrid Borger |
| ”Department store nurse”              | Helen Wells   | 1956    | “Cherry Ames – sköterska på varuhus”     | 1960       | Astrid Borger |
| ”Mountaineer Nurse”                   | Julie Tatham* | 1951    | “Cherry Ames – ödemarkssköterska”        | 1961       | Astrid Borger |
| ”Clinic Nurse”                        | Julie Tatham* | 1952    | “Cherry Ames – polikliniksköterska”      | 1961       | Astrid Borger |
| ”Dude Ranch nurse”                    | Julie Tatham  | 1953    | “Cherry Ames i Vilda Västern”            | 1962       | Astrid Borger |
| ”Rest home nurse ”                    | Julie Tatham* | 1954    | “ Cherry Ames – sköterska på vilohem”    | 1962       | Astrid Borger |
| ”Country Doctor's Nurse”              | Julie Tatham  | 1955    | “Cherry Ames – mottagningssköterska”     | 1963       | Astrid Borger |
| ”Camp nurse”                          | Helen Wells   | 1957    | “Cherry Ames – sköterska på sommarläger” | 1963       | Astrid Borger |
| ”At Hilton hospital”                  | Helen Wells   | 1959    | “Cherry Ames på Hilton-sjukhuset”        | 1964       | Astrid Borger |
| ”Island Nurse”                        | Helen Wells   | 1960    | “Syster Cherry i Kanada”                 | 1964       | Astrid Borger |
| ”Rural nurse”                         | Helen Wells   | 1961    | “Cherry Ames, distriktssköterska”        | 1965       | Astrid Borger |
| ”Companion Nurse”                     | Helen Wells   | 1964    | “Syster Cherry i England”                | 1966       | Astrid Borger |
| ”Jungle Nurse”                        | Helen Wells   | 1965    |                                          |            |               |
| ”The Mystery in the Doctor's Office ” | Helen Wells   | 1966    |                                          |            |               |
| "Ski Nurse Mystery"                   | Helen Wells   | 1968    |                                          |            |               |

(* på omslaget felaktigt angivet Helen Wells)